# Rebecca (Géorgie)
Pour les articles homonymes, voir Rebecca.
Rebecca est une ville américaine située dans le comté de Turner, en Géorgie. Selon le recensement de 2020, sa population est de 208 habitants.